# 志仲镇
志仲镇，是中华人民共和国海南省乐东黎族自治县下辖的一个乡镇级行政单位。

## 行政区划
志仲镇下辖以下地区：
志仲村、志强村、成栋村、谭培村、塔丰村、保国村、保脱村、龙林村、望老村、首村、奋赛村和多元村。